# Bobin (Petite-Pologne)
Pour les articles homonymes, voir Bobin.
Bobin (prononciation : [ˈbɔbin]) est une localité polonaise de la gmina et du powiat de Proszowice en voïvodie de Petite-Pologne.